# WTA-toernooi van Midland

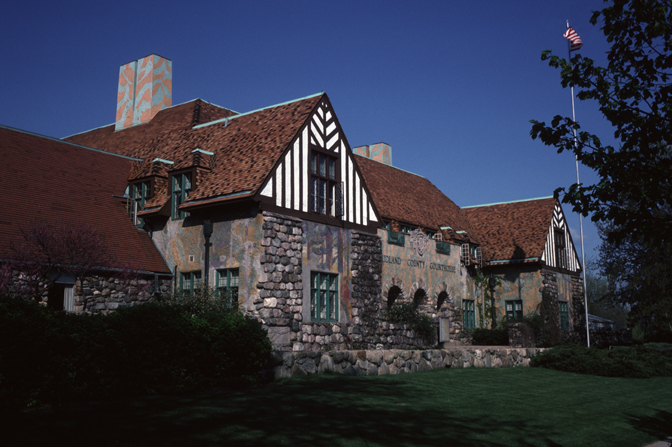
Historisch huis (1925) in Midland

Het WTA-toernooi van Midland is een jaarlijks terugkerend tennistoernooi voor vrouwen dat wordt georganiseerd in de Amerikaanse stad Midland. De officiële naam van het toernooi is Dow Tennis Classic.
De WTA organiseert het toernooi, dat in de categorie "WTA 125" valt en wordt gespeeld op hardcourtbinnenbanen.
In de periode 1994–2020 ontrolde zich hier jaarlijks in februari/maart een ITF-toernooi, dat sinds 2010 een prijzenpot van US$ 100.000 ter beschikking had. Het toernooi vond in 2021 voor het eerst onder auspiciën van de WTA plaats – deze eerste editie werd gewonnen door de Amerikaanse Madison Brengle.

## Finales

### Enkelspel
| Datum      | Naam               | Cat.    | ($)     | Ondergrond        | Winnares        | Verliezend finaliste | Uitslag  |         |
| ---------- | ------------------ | ------- | ------- | ----------------- | --------------- | -------------------- | -------- | ------- |
| 2021-11-01 | Dow Tennis Classic | WTA 125 | 115.000 | hardcourt, binnen | Madison Brengle | Robin Anderson       | 6-2, 6-4 | details |
| 2022-10-31 | Dow Tennis Classic | WTA 125 | 115.000 | hardcourt, binnen | Caty McNally    | Anna-Lena Friedsam   | 6-3, 6-2 | details |
| 2023-10-30 | Dow Tennis Classic | WTA 125 | 115.000 | hardcourt, binnen | Anna Kalinskaja | Jana Fett            | 7-5, 6-4 | details |
| 2024-11-04 | Dow Tennis Classic | WTA 125 | 115.000 | hardcourt, binnen | Rebecca Marino  | Alycia Parks         | 6-2, 6-1 | details |

### Dubbelspel
| Datum      | Naam               | Cat.    | ($)     | Ondergrond        | Winnaressen                     | Verliezend finalistes               | Uitslag          |         |
| ---------- | ------------------ | ------- | ------- | ----------------- | ------------------------------- | ----------------------------------- | ---------------- | ------- |
| 2021-11-01 | Dow Tennis Classic | WTA 125 | 115.000 | hardcourt, binnen | Harriet Dart Asia Muhammad      | Peangtarn Plipuech Aldila Sutjiadi  | 6-3, 2-6, [10-7] | details |
| 2022-10-31 | Dow Tennis Classic | WTA 125 | 115.000 | hardcourt, binnen | Asia Muhammad Alycia Parks      | Anna-Lena Friedsam Nadija Kitsjenok | 6-2, 6-3         | details |
| 2023-10-30 | Dow Tennis Classic | WTA 125 | 115.000 | hardcourt, binnen | Hailey Baptiste Whitney Osuigwe | Sophie Chang Ashley Lahey           | 2-6, 6-2, [10-1] | details |
| 2024-11-04 | Dow Tennis Classic | WTA 125 | 115.000 | hardcourt, binnen | Emily Appleton Maia Lumsden     | Ariana Arseneault Mia Kupres        | 6-2, 4-6, [10-5] | details |